# 裸穗豬草
裸穗豬草（学名：Ambrosia psilostachya）为菊科豬草屬下的一个种。